# حكايات تونسية (مسلسل)
حكايات تونسية مسلسل درامي تونسي يتكون من خمسة عشر حلقة، عُرض في رمضان سنة 2015 على قناة الحوار التونسي، وهو من تأليف وإخراج ندى المازني حفيظ بمساعدة أنس المازني.
قدم المسلسل نوعية جديدة في الدراما التونسية، حيث أثار جدلا وضجة بسبب الجرأة في طرح المواضيع مثل المخدرات والدعارة والخيانة الزوجية.

## القصة
يروي المسلسل صوراً مختلفة للمرأة التونسية، تتراوح بين المرأة الذكية والمسؤولة والمتحكمة في تسيير شؤون حياتها والحرة في تقرير مصيرها، وبين المرأة الضحية التي تقع فريسة الاستغلال الجنسي والمادي والمعنوي.

## الشخصيات
- محمد إدريس
- لطفي العبدلي
- توفيق العايب
- علي بنور
- سهير بن عمارة
- مريم بن حسين
- مروان العريان
- خالد هويسة
- خليل جميل
- مريم بن مامي
- مرام بن عزيزة
- نجيب بلحسن
- شهرزاد عموص
- أسماء عثماني
- درة زروق